# 1959 en football
Cet article présente les faits marquants de l'année 1959 en football.

## Chronologie
- Première diffusion du Clasico Real-Barça par la télévision espagnole. À cette occasion, la télévision espagnole ouvre des relais à Barcelone et à Saragosse. Valence sera couverte en février 1960, Bilbao en décembre 1960.
- L'OGC Nice est champion de France.
  - Article détaillé : Championnat de France de football 1958-1959
- 29 mai : l'Égypte remporte la deuxième édition de la Coupe d'Afrique des nations. Le Soudan se classe 2e et l'Éthiopie 3e. Seuls trois pays participent à ce tournoi.

- 3 juin : le Real Madrid remporte sa quatrième Coupe des clubs champions européens en battant une nouvelle fois en finale le Stade de Reims. Le score s'élève de 2 à 0.

- 12 novembre : crise en France entre football et TV à la suite de la diffusion sur la chaîne unique française du match Hongrie-Allemagne. La FFF qui n'avait pas donné son feu vert à cette diffusion bloque désormais toutes diffusions.
- 16 décembre : plus large défaite pour l'Argentine : 0-5 contre l'Uruguay.

## Champions nationaux
- Algérie : Olympique HD
- Égypte : Al-Ahly SC
- Maroc : Étoile JSC
- Tunisie : ES Tunis

## Naissances
Plus d'informations : Liste d'acteurs du football nés en 1959.
- 10 janvier : Maurizio Sarri, entraîneur italien.
- 24 janvier : Michel Preud'homme, footballeur et entraîneur belge.
- 7 mars : Luciano Spalletti, entraîneur de football italien.
- 29 mai : Daniel Xuereb, footballeur français.
- 10 juin : Carlo Ancelotti, footballeur italien.
- 13 août : Thomas Ravelli, footballeur suédois.
- 2 octobre : Luis Fernandez, footballeur français.
- 20 octobre : Omar da Fonseca, footballeur et consultant argentin.
- 19 novembre : Philippe Hinschberger, entraîneur français.
- 28 novembre : Pedro Acosta, footballeur vénézuélien.
- 22 décembre : Bernd Schuster, footballeur allemand.

## Décès
- 2 mars : décès à 59 ans de Gerry Morgan, international nord-irlandais ayant remporté le Championnat d'Irlande 1922 et la Coupe d'Irlande 1922.
- 3 mars : Paul Nicolas, footballeur français.
- 8 mai : John Fraser, joueur canadien ayant remporté la médaille d'or aux Jeux olympiques 1904.
- 19 juillet : décès à 69 ans d'Imre Schlosser-Lakatos, international hongrois ayant remporté 13 Championnat de Hongrie et 2 Coupe de Hongrie devenu entraîneur.
- 22 juillet : Ted Harper, footballeur anglais.
- 17 septembre : Alexander Young, footballeur écossais.
- septembre : décès à 63 ans de Gustav Gottenkieny, international suisse ayant remporté le Championnat de Suisse 1927 et 2 Coupe de Suisse.